# Paul Joseph Kelly
Paul Joseph Kelly (26 juin 1915 - 15 juillet 1995) est un mathématicien américain qui a travaillé en géométrie et en théorie des graphes.

## Biographie
Kelly est née à Riverside, en Californie. Il obtient un baccalauréat et une maîtrise de l'Université de Californie à Los Angeles avant de partir à l'Université du Wisconsin à Madison pour des études doctorales; il obtient son doctorat en 1942 avec une thèse sur les transformations géométriques sous la direction de Stanislaw Ulam,.
Il passe le reste des années de guerre à servir dans l'armée de l'air des États-Unis en tant que premier lieutenant, avant de retourner dans le milieu universitaire avec un poste d'enseignant à l'Université de Californie du Sud en 1946. Il déménage à l'Université de Californie à Santa Barbara en 1949 et y est président de 1957 à 1962. À l'UCSB, il a comme étudiants Brian Alspach et Phyllis Chinn. Il prend sa retraite en 1982,
.
Kelly est connu pour avoir posé la conjecture de reconstruction avec son conseiller Ulam, qui stipule que chaque graphe est déterminé de manière unique par l'ensemble des sous-graphes formés en supprimant un sommet de chaque manière possible. Il prouve également un cas particulier de cette conjecture, pour les arbres.

## Publications
- Herbert Busemann et Paul J. Kelly, Projective Geometry and Projective Metrics, 1953
- Paul J. Kelly et Max L. Weiss, Geometry and Convexity: A Study in Mathematical Methods, 1979
- Paul J. Kelly et Gordon Matthews, The non- Plan euclidien hyperbolique: sa structure et sa cohérence, 1981